# 油戸炭鉱
油戸炭鉱（あぶらとたんこう）は、かつて山形県鶴岡市にあった炭鉱。三菱鉱業が経営していた。
大手会社が経営していた炭鉱の閉山第一号かつ大手会社が経営していた炭鉱の石炭鉱業整備事業団への売却第一号である。
また、羽前大山駅から竹の浦まで石炭を運搬する為の鉄道が引かれ、B6形蒸気機関車2両が使用されていた。
油戸から竹の浦まで炭鉱の私道として開削され、閉山後は一般道に提供された神子沢隧道が残っている。

## 歴史
- 1876年（明治9年） - 工務省よりドイツ人技師を派遣して油戸炭鉱の実地調査を行った。
- 1879年（明治12年）6月10日 - 佐渡鉱山分局として官行
佐渡鉱山の製楝用燃料を採取する目的であった。
- 1881年（明治14年）6月21日 - 院内鉱山分局に変更[1]。
- 1884年（明治17年）4年 - 民行に移される[1]。
- 1886年（明治19年）6月 - 再び官行となる。
- 1896年（明治29年）9月21日 - 佐渡鉱山と共に国から三菱合資会社に払い下げされる。
- 1917年（大正6年）11月16日 - 油戸鉱業特設電話所開設[2]。
- 1920年（大正9年）8月26日 - この日以降炭業不振のため事業を縮小することに決定する。
- 1922年（大正11年）
  - 1月 - 合理化のため休坑。
事業縮小・休坑の背景には恐慌もあった。
  - 4月2日 - 油戸鉱業特設電話所廃止[3]。
- 1947年（昭和22年）8月1日 - 戦後の復興に伴う石炭増産の為、三菱鉱業本社内に油戸炭鉱開発事務所を設置、翌9月から開坑に着手。
- 1948年（昭和23年）3月1日 - 油戸炭鉱を設置し油戸炭鉱開発事務所を廃止、独立場所として稼行。
- 1949年（昭和24年）
  - 6月1日 - 竹の浦の炭坑積込ポケットから羽前大山駅までの専用線起工式挙行[4]
  - 11月16日 - 油戸炭鉱鉱業特設電話所開設[5]。
- 1950年（昭和25年）9月20日 - 専用線竣工記念式典挙行[6]。
- 1957年（昭和32年）
  - 1月31日 - 集会所で閉山式挙行[7]。
  - 2月1日 - 閉山、石炭鉱業整備事業団に1億223万円で売却。

活況時の閉山であった。当初労組は閉山に反対したが、昭和31年12月に伊木正二東大教授以下7名からなる炭労調査団が現地調査を行い、炭労が終掘に近いことを確認した。その結果を以って労組は閉山に合意した。